# Gruszeczka (przystanek kolejowy)
Gruszeczka – dawny wąskotorowy przystanek osobowy w Gruszeczce, w gminie Milicz, w powiecie milickim; w województwie dolnośląskim, w Polsce. Został otwarty w 1894 roku. Zamknięty w 1991 roku.